# 라 메히카나 이 엘 게로
《라 메히카나 이 엘 게로》(스페인어: La mexicana y el güero)은 2020년 방영된 멕시코의 텔레노벨라이다.

## 출연진
- 이타티 칸토랄 - 안드레아 이바롤라 힐
- 후안 솔레르 - 타일러 서머스